# Liocranum perarmatum
Liocranum perarmatum är en spindelart som beskrevs av Kulczynski 1897. Liocranum perarmatum ingår i släktet Liocranum och familjen månspindlar. Inga underarter finns listade i Catalogue of Life.